# Walter William Fisher
Pour les articles homonymes, voir Fisher.
Walter William Fisher, né à Londres le 18 octobre 1842 où il est mort le 7 février 1920, est un chimiste analytique britannique.
Il est président de la Society for Analytical Chemistry en 1899-1900.

## Biographie
Après des études à l'école Birkbeck puis au Worcester College (1867), il devient Professeur de chimie au Balliol College et démonstrateur de chimie pour l'université Oxford,. Il entre à la Chemical Society en 1872 et préside la Society for Analytical Chemistry en 1899-1900. Il est l'auteur d'ouvrages pédagogiques de chimie.